# Lord Alto Commissario delle Isole Ionie

Mappa degli Stati Uniti delle Isole Ionie.

Il Lord Alto Commissario delle Isole Ionie è stato il rappresentante locale del governo britannico negli Stati Uniti delle Isole Ionie dal 1816 al 1864. A partire dal 1815, anno della loro creazione, gli Stati Uniti delle Isole Ionie furono, come stabilito nel trattato di Parigi di quello stesso anno, un protettorato del Regno Unito, il cui governo nominò un alto commissario al fine di dirigerne l'organizzazione del governo. Il Regno Unito aveva già in loco, sin dal 1809, un commissario, chiamato "Commissario Civile delle Isole Ioniche", nominato dopo la conquista di Cefalonia, Cerigo e Zante da parte degli inglesi ai danni dei francesi che, nel 1807, dopo la firma del trattato di Tilsit, avevano occupato quella che allora era la Repubblica delle Sette Isole Unite.
I governatori, che assunsero la carica di Lord Alto Commissario a partire dal 1816, risiedevano nell'isola di Corfù, la più settentrionale delle sette isole che componevano il piccolo protettorato, al largo della costa occidentale greca.

## Elenco
Di seguito sono riportati gli elenchi dei commissari britannici susseguitisi nelle Isole Ionie.

### Commissari Civili (1809–1816)
| Ritratto | Nome (Nascita-Morte)            | Durate dell'incarico | Durate dell'incarico |
| -------- | ------------------------------- | -------------------- | -------------------- |
|          | John Oswald (1771–1840)         | 16 ottobre 1809      | Febbraio 1811        |
|          | Richard Church (1784–1873)      | Febbraio 1811        | Dicembre 1811        |
|          | George Airey (1761–1833)        | Dicembre 1811        | 1813                 |
|          | Sir James Campbell (1763–1819)  | 30 aprile 1813       | 17 febbraio 1816     |
|          | Sir Thomas Maitland (1759–1824) | 17 febbraio 1816     | 31 marzo 1816        |

1. ↑  Comandante fino al 1810

### Lord Alti Commissari (1816–1864)
| Ritratto | Nome (Nascita-Morte)                                  | Durate dell'incarico | Durate dell'incarico |
| -------- | ----------------------------------------------------- | -------------------- | -------------------- |
|          | Sir Thomas Maitland (1759–1824)                       | 31 marzo 1816        | 17 gennaio 1824      |
|          | Sir Frederick Adam (1781–1853)                        | 7 gennaio 1824       | 2 giugno 1832        |
|          | Sir Alexander George Woodford (1782–1870)             | 28 aprile 1832       | 1º dicembre 1832     |
|          | George Nugent-Grenville, II barone Nugent (1788–1850) | 1º dicembre 1832     | 23 febbraio 1835     |
|          | Sir Alexander George Woodford (1782–1870)             | 23 febbraio 1835     | 29 aprile 1835       |
|          | Sir Howard Douglas (1776–1861)                        | 29 aprile 1835       | 8 giugno 1841        |
|          | James Alexander Stewart-Mackenzie (1784–1843)         | 8 giugno 1841        | 17 Febbraio 1843     |
|          | Sir George Berkeley (1785–1857)                       | 15 settembre 1842    | 1º aprile 1843       |
|          | John Colborne, I barone Seaton (1778–1863)            | 1º aprile 1843       | 2 giugno 1849        |
|          | Sir Henry George Ward (1797–1860)                     | 2 giugno 1849        | 13 aprile 1855       |
|          | Sir John Young, I barone Lisgar (1807–1876)           | 13 aprile 1855       | 25 gennaio 1859      |
|          | William Ewart Gladstone (1809–1898)                   | 25 gennaio 1859      | 17 febbraio 1859     |
|          | Sir Henry Knight Storks (1811–1874)                   | 17 febbraio 1859     | 2 giugno 1864        |

1. ↑  Facente funzioni fino al 10 aprile 1824
2. ↑  Facente funzioni fino al 2 giugno 1832
3. ↑  Facente funzioni
4. ↑  Facente funzioni fino al 17 Febbraio 1843